# Сулинг
Сули́нг (индон. suling, сунд. seruling) — индонезийский духовой музыкальный инструмент, род продольной свистковой флейты. Цилиндрический ствол из бамбука имеет в длину около 850 мм и снабжён 3—6 игровыми отверстиями. Звук сулинга нежный; обычно на этом инструменте исполняются печальные мелодии. Используется соло или как оркестровый инструмент (в некоторых типах оркестра гамелан и в ансамблях кечапи сулинг (индон. kacapi suling)).